# Medaglia di Ludovico III Gonzaga
La medaglia di Ludovico III Gonzaga fu realizzata in bronzo dall'artista italiano Pisanello nel 1447 e misura 10,1 cm di diametro. 

## Storia
Dopo aver coniato la celebre medaglia di Giovanni VIII Paleologo (1438), ristabilendo la tradizione di effigiare personaggi viventi come nelle monete dell'Impero Romano, Pisanello divenne molto richiesto dalle corti italiane, creando una ventina di medaglie. 
Dal 1446 Pisanello fu a Mantova, dove divenne pittore di corte e coniò alcune medaglie per i Gonzaga e per i più alti dignitari di corte. La medaglia di Ludovico è riferita al 1447 quando il Gonzaga ottenne il titolo di capitano dell'esercito fiorentino.

## Descrizione
L'opera, dai chiari intenti celebrativi, è virtuosamente esente da una retorica troppo artificiosa, riuscendo a sottolineare l'autorità del personaggio con un misurato ricorso ad elementi decorativi. Si ispira alla medaglia di Gianfrancesco I Gonzaga, sebbene presenti un ritratto migliore sia nel modellato che nella composizione.
Sul recto è effigiato di profilo Ludovico III Gonzaga in forma di busto, girato a sinistra, vestito di corazza e con un corto elmo militare. Il cavallo ha la coda elegantemente intrecciata, un dettaglio che fu, nel tempo, oggetto di molti studi da parte di Pisanello, come testimoniano i numerosi disegni superstiti. In alto corre in senso orario lungo il bordo l'iscrizione CAPITANEVS ARMIGERORVM, in basso MARCHIO MANTVE ET CET e al centro LVDOVICVS DE GONZAGA ("Ludovico Gonzaga, capitano dell'esercito, marchese di Mantova ecc.").
Sul verso si vede Ludovico in armatura a cavallo al passo verso destra, con l'elmo dotato di un vistos cimiero sferico. Ai lati si vedono i motivi araldici del sole e del girasole. Al centro si legge la firma OPVS PISANI PICTORIS ("opera del pittore Pisan[ell]o").